# Wilmer Rodríguez
Pour les articles homonymes, voir Rodríguez.
Rodríguez  Martínez est un nom espagnol. Le premier nom de famille, en général paternel, est Rodríguez ; le second, en général maternel, souvent omis, est Martínez.
Wilmer Darío Rodríguez Martínez, né le 1er octobre 1992 à Tota (Boyacá), est un coureur cycliste colombien.

## Palmarès et résultats

### Palmarès par année
- 2014
  - 2e étape de la Clásica de Soacha
  - 2e de la Clásica de Soacha
- 2015
  - 2e étape du Tour de Colombie
- 2016
  - 1re étape du Circuito de Combita

### Classements mondiaux
| Année            | 2015 |
| ---------------- | ---- |
| UCI America Tour | 315e |